# Borsunlu (Tərtər)
Borsunlu è un comune dell'Azerbaigian situato nel distretto di Tərtər. Conta una popolazione di 1 093 abitanti.